# Atalaia (Alagoas)
Atalaia es un municipio brasileño del Estado de Alagoas. Tiene una población estimada, a mediados de 2021, de 47 540 habitantes.
De economía predominantemente agrícola (caña de azúcar), se localiza a una latitud 09º30'07" sur y a una longitud 36º01'22" oeste.

## Localización
La ciudad está a 48 km de la capital del estado, Maceió. Su historia está marcada por el episodio de la destrucción del Quilombo de los Palmares y por el hecho de que en sus tierras surgió la primera central de azúcar de Alagoas, una de las mayores del Brasil en su época: La Usina Brasileña.